# 奇蹟の詩 サード・ミラクル
『奇蹟の詩 サード・ミラクル』（原題: The Third Miracle）は、アメリカ合衆国の映画。

## キャスト
| 役名             | 俳優                           | 日本語吹替 |
| ---------------- | ------------------------------ | ---------- |
| フランク・ショア | エド・ハリス                   | 内田直哉   |
| ロクサンヌ       | アン・ヘッシュ                 | 林真里花   |
| ヴェルナー枢機卿 | アーミン・ミューラー＝スタール | 生井健夫   |
| ヘレン           | バルバラ・スコヴァ             | 中川和恵   |
|                  | マイケル・リスポリ             |            |
|                  | チャールズ・ヘイド             |            |
|                  | ケイ・ホートリー               |            |
|                  | ドン・カーモディ               |            |
|                  | ケン・ジェームズ               |            |

- その他の声の吹き替え：相沢正輝／石住昭彦／根本泰彦／渡辺穣／安達まり／遠藤純一／金子達／若泉絵子／田中一永／赤城進／泉久実子

## あらすじ
信仰に疑問をもつ神父の姿を描く。